# Hantverksföreningens hus, Stockholm

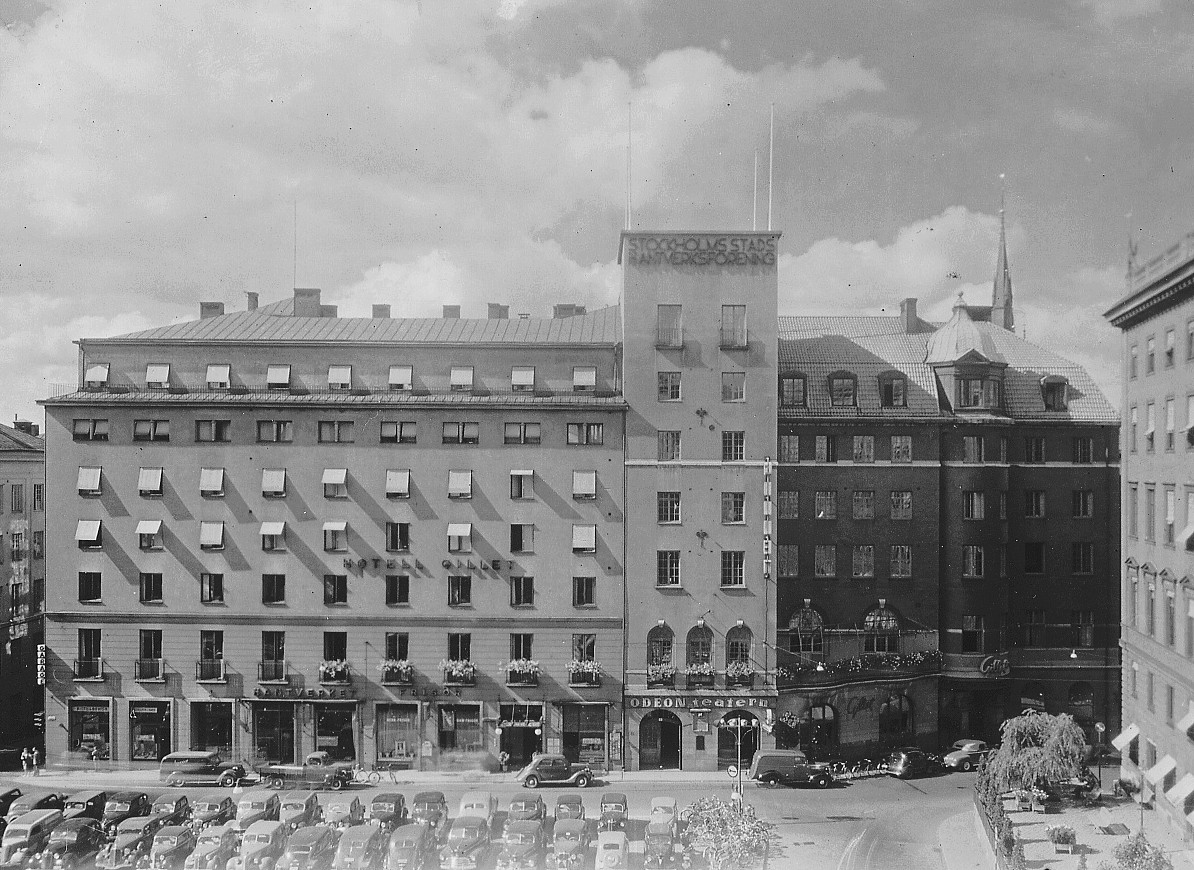
Hantverksföreningens hus 1947.

Hantverksföreningens hus var flera historiska byggnader i kvarteret Frigga vid Brunkebergstorg på Norrmalm i Stockholm.

## Historik
År 1869 förvärvade Stockholms Hantverksförening en fastighet i dåvarande kvarteret Frigga i korsningen Brunkebergstorg och dåvarande Ordensgatan (sedermera Brunkebergsgatan). Byggnaden, som ritats av Fredrik Blom, hade rests 1844 som Ferdinand de la Croix salonger och Restaurang Runan. På Restaurang Runan grundades den 17 oktober 1904 Allmäna valmansförbundet, vad som idag är Moderaterna.
År 1908 förvärvade man ytterligare en tomt i kvarteret, och lagom till föreningens 50-årsjubileum uppfördes 1913–1915 ett nytt föreningshus på platsen efter Victor Bodins ritningar. Restaurang Runan ersattes av hotell och restaurangen Hotell Gillet, som vid sidan av föreningen disponerade lokaler i byggnaden. 
1927 inköptes den södra fastigheten i kvarteret och 1930 restes ett nytt hus på tomterna. Bodin stod än en gång för planerna medan fasaderna ritades av Hakon Ahlberg. Här var även Odeonteatern verksam.
I samband med Norrmalmsregleringen exproprierades fastigheten 1967 och revs tillsammans med resten av kvarteret två år senare. Hantverksföreningen flyttade då till nya lokaler på Götgatan, medan ett nytt hotell uppfördes på platsen 1969–1971 under namnet Sergel Plaza.

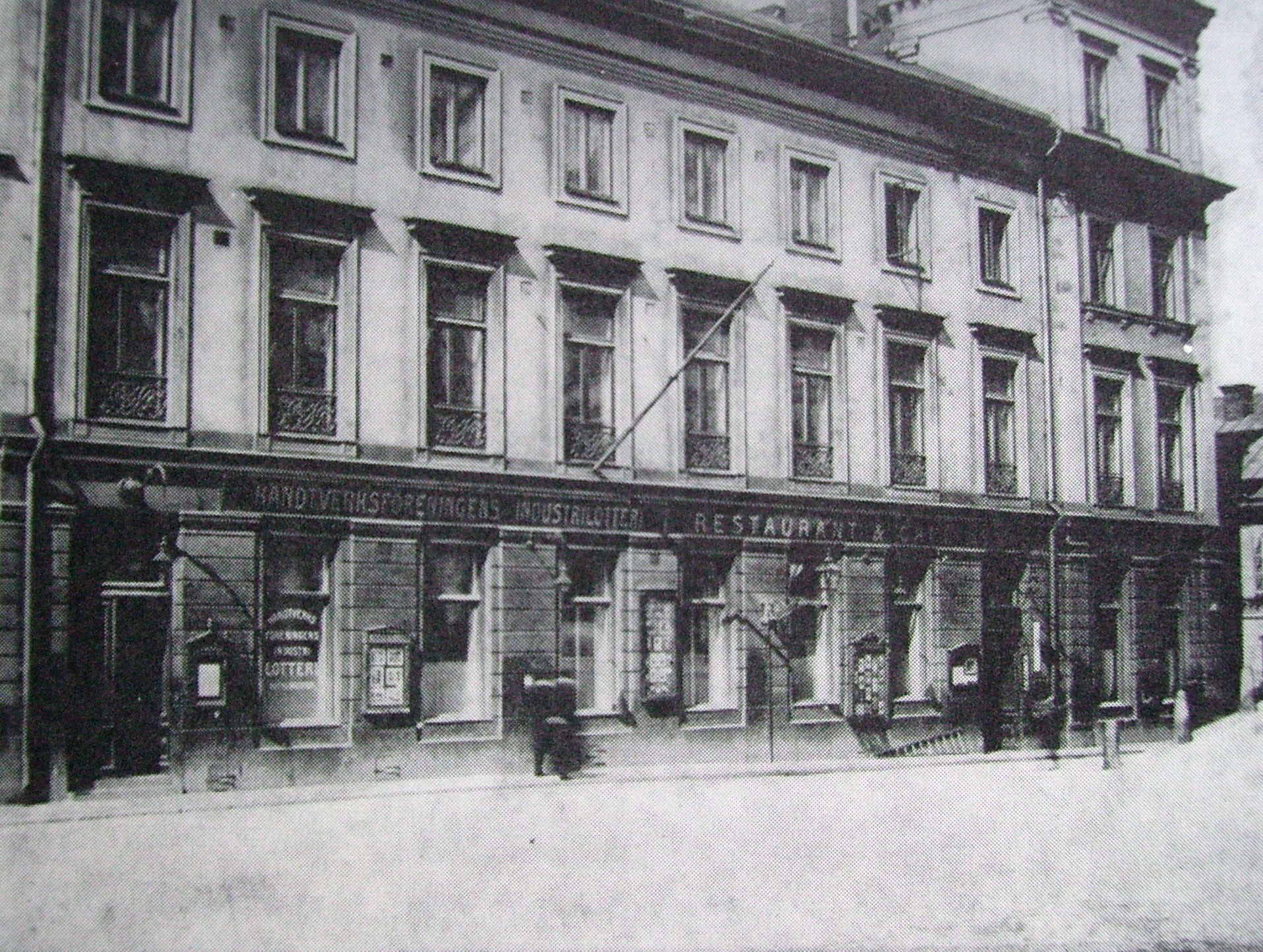
Föreningens första byggnad, 1904.
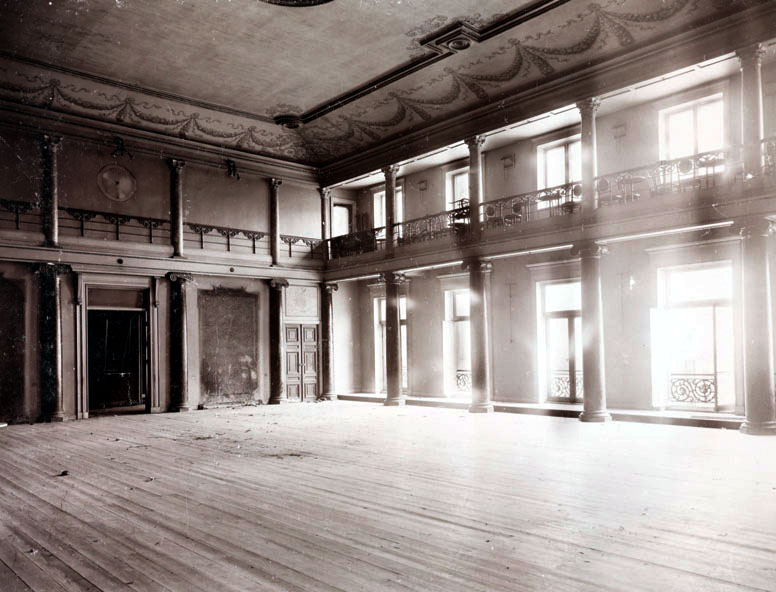
Interiör från föreningens första byggnad, 1913.
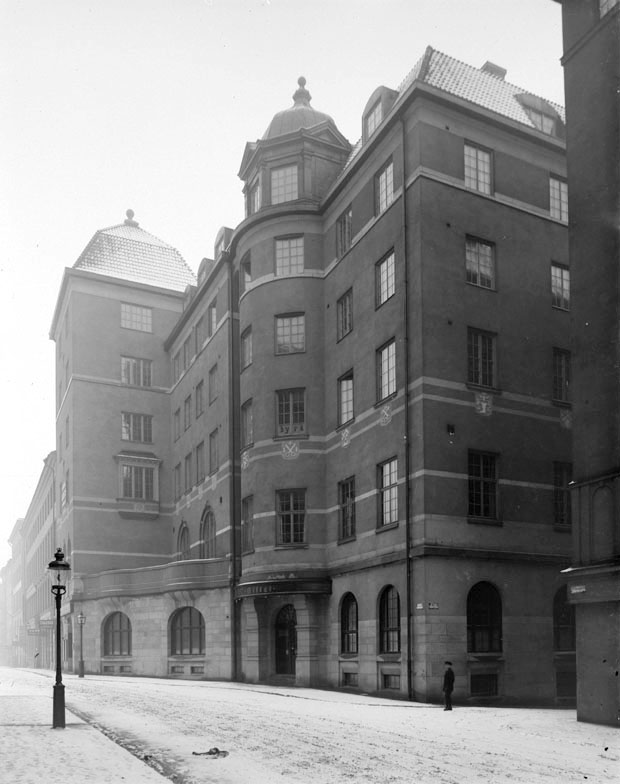
Föreningens andra byggnad, 1915.
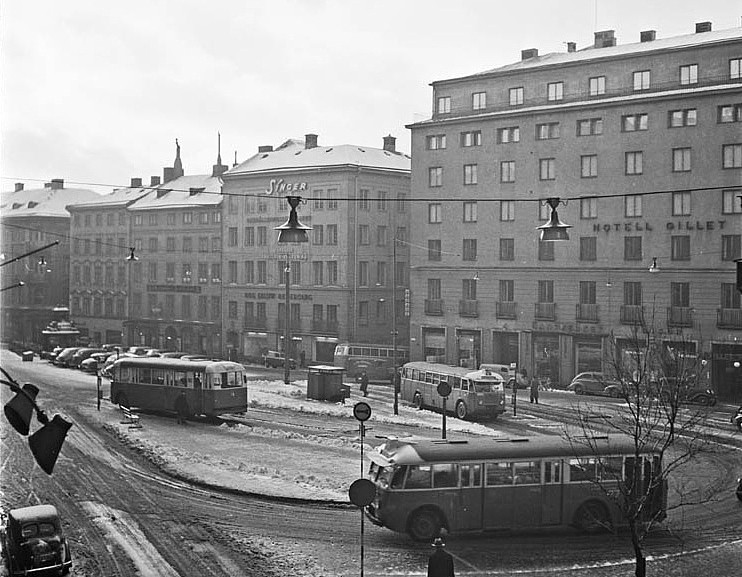
Föreningens tredje byggnad (till höger), 1949.